# Orleans (Curitiba)
Orleans é um bairro da cidade brasileira de Curitiba, Paraná.

## História
As origens do bairro são da antiga "colonia Orleans", fundada pelo presidente provincial Adolfo Lamenha Lins em 1875 com cerca de 30 famílias de imigrantes poloneses. Foi, originalmente, batizado de distrito de Nova Polônia.
A denominação seguinte (e que permanece na atualidade) é uma homenagem feita ao Conde d'Eu, marido da Princesa Isabel e também conhecido como "Conde de Orleans", e foi efetivada durante uma visita de Dom Pedro II ao local em 1880. Na ocasião, o imperador prometeu os sinos e uma imagem de Santo Antonio para a "Igreja de Santo Antonio". Os sinos permanecem até os dias atuais, entretanto a imagem do santo desapareceu sem ninguém ter notícias.

## Características
O bairro é a porta de entrada da cidade de Curitiba através da BR-277, para quem vem do interior do estado. Tem como característica peculiar ser uma região de imigrantes poloneses e cresceu ao redor da Paróquia Santo Antonio de Orleans e do seu cemitério paroquial.
Não é um bairro muito populoso, mas um importante acesso aos bairros do Centro, Cidade Industrial, São Brás, Santa Felicidade e ao Parque Barigui. Faz parte da Regional de Santa Felicidade.